# 伯特·C·霍普金斯
伯特·C·霍普金斯（Burt C. Hopkins，1954年2月7日—）是一位美国哲学家。他是法国里尔大学的准教职成员，威尼斯大学现象学和现象学哲学暑期学校的永久教员，前西雅图大学哲学系教授和系主任（1989-2016）以及胡塞尔小组的常务秘书。
霍普金斯还曾任中国南京大学客座教授（2013）、法国巴黎社会科学高等学院（EHESS）和巴黎Koyré中心客座教授（2015-2017）、悉尼大学M. Edelstein科学、技术和医学历史与哲学中心和耶路撒冷希伯来大学高级研究员 （2018年）、捷克科学院哲学所研究员（2019-2020）。

## 简介
霍普金斯在James F. Sheridan的指导下获得宾夕法尼亚州阿勒格尼学院哲学学士学位，在Algis Mickunas的指导下在俄亥俄大学获得哲学硕士学位，在Parvis Emad的指导下，获得芝加哥德保罗大学哲学博士学位。他是《现象学和现象学哲学新年鉴》的创始联合主编（与史蒂文·克罗威尔）。

## 著作
- The Origin of the Logic of Symbolic Mathematics: Edmund Husserl and Jacob Klein (Bloomington: Indiana University Press, 2011)《符号数学逻辑的起源：埃德蒙·胡塞尔和雅各布·克莱因》
- The Philosophy of Husserl (Chesam, UK: Acumen Press and Montreal: McGill University Press, 2010)《胡塞尔的哲学》
- Intentionality in Husserl and Heidegger: The Problem of the Original Method and Phenomenon of Phenomenology (Dordrecht: Kluwer Academic Publishers, 1993)《胡塞尔和海德格尔论意向性：原创方法问题和现象学现象》